# Меса, Кристобаль де

Заглавная страница «Las Navas de Tolosa. Poema heroico» Кристобаля де Меса. 1594

Кристобаль (Кристоваль) де Меса (исп. Cristóbal de Mesa или Cristóval de Mesa ; 1559, Фрехеналь-де-ла-Сьерра — 1633, Мадрид) — испанский поэт, переводчик и учёный Золотого века Испании. Представитель маньеризма.

## Биография
Сефардского происхождения. Учился в Университете Алькала-де-Энаре, затем праву в Университете Саламанки у филолога и гуманиста Франсиско Санчеса. Во время учёбы встретил и подружился с поэтом Фернандо де Эррерой. Университет не окончил.
В 1586 году отправился и долго жил в Италии, в обществе поэта Торквато Тассо. В 1587 году перевёл и издал его поэму «Освобождённый Иерусалим» (Мадрид). В 1591 году вернулся в Испанию и стал священником, затем поселился в Мадриде.
Сборник его лирических стихотворений был напечатан в 1611 году, в котором он проявил себя строгим последователем итальянской школы, введенной в Испании Хуаном Босканом и Гарсильясом.
С 1594 по 1612 годы издал три большие героические поэмы. В жизни был противником Лопе де Вега. Меса сделал не сохранившийся перевод «Илиады», ряд произведений Вергилия (в 1615 году опубликовал перевод его Энеиды, а также Эклоги и Георгики Вергилия в 1618 году).
Кристобаль де Меса был плодотворным поэтом. Он написал два эпических стихотворения, несколько песен, вошедших в сборник «Las Navas de Tolosa» (1594), где влияние итальянца Торквато Тассо не мешает появлению моментов великого вдохновения и оригинальности, таких как описание ада или история его любви.
Ему принадлежат также несколько трагедий.